# Silent Library
Silent Library is een spelprogramma gebaseerd op een segment van de Japanse tv-serie Gaki no Tsukai ya Arahende.
Silent Library wordt gespeeld door zes deelnemers die plaatsnemen aan een tafel in een bibliotheek. Daarop liggen zes kaarten met de rug naar boven. Alle spelers kiezen vervolgens blind een kaart en draaien deze tegelijk om. Vijf daarvan zijn 'veilig', terwijl er op één een afwijkend symbool staat. De deelnemer die deze kaart trekt, moet 'straf' ondergaan. Dit komt erop neer dat hij zich iets pijnlijks of smerigs moet laten welgevallen, met doorgaans een hoge komische factor. Wanneer de straf uitgedeeld is, worden de kaarten opnieuw met de rug naar boven op tafel gelegd en begint een nieuwe ronde.
Telkens wanneer een straf voltrokken wordt, moeten de andere kandidaten hun lachen zodanig inhouden dat een geluidsmeter niet boven een bepaald aantal decibel komt. Hoe goed of slecht de deelnemers hierin slagen, bepaalt hoe hoog het geldbedrag is dat uiteindelijk over de zes spelers wordt verdeeld.

## Internationaal
Silent Library is gebaseerd op een onderdeel van een Japans televisieprogramma (Downtown no Gaki no Tsukai ya Arahende!!), maar het concept vond na verloop van tijd haar weg naar andere landen. MTV begon in juni 2009 met een Amerikaanse versie, Fist of Zen. Dit programma heeft vrijwel hetzelfde concept. In plaats van kaartjes moeten de deelnemers balletjes pakken, waarvan er één een afwijkende kleur heeft. In tegenstelling tot Silent Library speelt dit programma zich niet louter af in de bibliotheek, maar kan bijvoorbeeld ook een kerk de locatie zijn. Voor elke correct uitgevoerde 'straf' krijgen de kandidaten honderd dollar. Na tien 'straffen' volgt er een eindspel waarbij nog duizend dollar te verdienen is. Verliezen de kandidaten het eindspel, dan krijgen ze helemaal niks.